# Pinar Selek
Pinar Selek (turc: Pınar Selek)  (Istanbul, 8 d'octubre de 1971) és una sociòloga, escriptora, antimilitarista i feminista turca. És coneguda per la seua lluita pels drets de les comunitats vulnerables del seu estat: dones, pobres, xiquets sense sostre, minories sexuals i el poble kurd. És autora d'obres en turc i francés, traduïdes a altres llengües. És una de les editores fundadores d'Amargi, revista feminista turca. Resideix actualment a França, estat d'acolliment durant el seu exili. Obtingué la nacionalitat francesa el 2017.

## Biografia
Filla d'Alp Selek, un advocat tancat quatre anys i mig a la presó després del colp d'estat a Turquia del 1980, cursà l'escola secundària en llengua francesa Lycée Notre Dame de Sion a Istanbul i acabà els seus estudis universitaris en el departament de sociologia de la Universitat de Belles Arts Mimar Sinan.
Coneguda pels seus escrits sobre els col·lectius oprimits a Turquia, Pinar Selek advoca per un acostament sociològic a les persones investigades i per una immersió a llarg termini, tal com ho explica en articles publicats en francés. El 1997presentà la seua tesi doctoral sobre el carrer Ulkër d'Istanbul. Durant un temps va conviure amb xiquets del carrer, a vegades fills de prostitutes, i amb joves homosexuals. Va investigar també, tal com descriu en L'insolente (en francés), publicada el 2019 per la Revue Silence, la comunitat transsexual exclosa del carrer Ulkër.
Després d'aquesta experiència comença una recerca sobre la història oral de la diàspora política kurda al Kurdistan, a Alemanya i a França. L'11 de juliol del 1998 fou detinguda per la policia turca, que li va exigir que revelàs la seua llista de contactes kurds. Malgrat la tortura, es negà a lliurar aquesta informació. Comença llavors una de les causes judicials més emblemàtiques de la repressió exercida a Turquia sobre els intel·lectuals, estudiants universitaris, artistes i periodistes.
Des del 1998, data del seu empresonament, acusada de provocar una explosió al Basar de les Espècies d'Istanbul, Pinar Selek és víctima de persecució per part de l'estat turc. Fou jutjada i absolta de tots els càrrecs en tres ocasions (2006, 2008 i 2011), tot i que l'absolució la revocà al novembre del 2012 el Tribunal Penal Central núm. 12 d'Istanbul, que la condemnà a cadena perpètua el 24 de gener del 2013. Els advocats de Pinar Selek apel·laren i digueren que presentarien el cas a la Cort Europea de Drets Humans. L'11 de juny del 2014 el Tribunal Suprem anul·là la condemna a reclusió perpètua del 2013. Pinar Selek seria jutjada de nou i condemnada a cadena perpètua per "terrorisme" pel Tribunal Penal núm. 12 d'Istanbul, el 24 de gener del 2017.
El 2019 rebé el Premi per la Cultura Mediterrània, atorgat per la Fondazione Carical, que reconeixia la seua tasca a favor del diàleg entre les diverses expressions culturals de la Mediterrània. Pineda Selek dedicà el guardó a les dones exiliades.

## Arrest, empresonament i alliberament (1998-2000)
Pınar Selek fou arrestada l'11 de juliol del 1998 per presumpta vinculació a una explosió ocorreguda dos dies abans al Basar de les Espècies d'Istanbul, que causà la mort de set persones i en ferí 100. La detenció estava relacionada amb els seus contactes amb els kurds per la seua recerca acadèmica. Li confiscaren el seu treball, i durant els interrogatoris als quals la sotmeteren, es negà a anomenar les persones que havia entrevistat. Un altre sospitós, Abdülmecit Öztürk, fou arrestat dues setmanes després, i confessà a la policia que tots dos havien dut a terme els atemptats, tot i que després es retractà de la declaració i afirmà que havia estat torturat sota custòdia policial. Öztürk fou absolt de tots els càrrecs, i la seua declaració contra Pinar Selek fou declarada inadmissible.
Després de dos anys i mig empresonada, en què fou sotmesa a tortures i maltractaments, Selek fou alliberada el 22 de desembre del 2000, quan un equip d'experts, inclòs el professorat del Departament de Química Analítica i del Departament Forense de la Facultat de Medicina Cerrahpaşa de la Universitat d'Istanbul, feren informes que conclogueren que l'explosió havia estat causada per la ignició accidental d'un cilindre de gas. Tres testimonis experts del tribunal també declararen que l'explosió fou causada per una fuga de gas.

## Absolucions, nou judici i sentència (2006)
El Tribunal Superior Penal d'Istanbul núm. 12 va absoldre Pinar Selek de les acusacions en tres ocasions (en 2006, 2008 i 2011), per falta de proves que la vinculassen a l'explosió. El tribunal, però, va decidir el 22 de novembre del 2012 modificar les seues decisions absolutòries i reobrir el judici, una acció que els advocats defensors de l'escriptora van qualificar de «sense precedents en la història legal turca».
El 24 de gener del 2013, el tribunal la condemnà a cadena perpètua per l'atemptat contra el Basar d'Espècies del 1998. La decisió es feu per majoria simple de dos vots a un, amb el jutge principal emetent una opinió dissident. Mentre Pinar Selek era jutjada en absència, més de 30 organitzacions no governamentals i representants de partits de França, Alemanya, Itàlia i Àustria assistiren a les audiències, i prop de 150 persones hi protestaren en el judici. Quatre observadors de la Universitat d'Estrasburg també van assistir al judici. El 19 de desembre del 2014 el Tribunal Penal en decretà la quarta absolució. El 21 de juny del 2022 el Tribunal Suprem de Turquia en feu la quarta anul·lació. Sis mesos després, el Tribunal Penal d'Istanbul notificava al seu equip d'advocats la decisió del Tribunal Suprem i emetia una ordre d'arrest internacional que exigia el seu empresonament immediat.

El 2024 fou premiada pel PEN Català.

## Obres
- Barışamadık, İthaki Özyürek Yayınları, Istanbul, 2004
- Sürüne Sürüne Erkek Olmak, İletişim Yayınları, Istanbul, 2008
- Maskeler Süvariler Gacılar, Ayizi Yayınları, Istanbul, 2011
- Yolgeçen Hanı, İletişim Yayınları, 2011
- BariŞadamik, İthaki Yayınları, 2017
- Siyah pelerini kız, Şahmaran Yayınevi, 2017
- Cümbüşçü Karıncalar, İletişim Yayınları, 2018

### Literatura infantil
- Yeşil Kız, Özyürek Yayınları, Istanbul, 2010
- El seu Damlası, Özyürek Yayınları, Istanbul, 2010

### Traduccions
- Ja Prou!-Artık Yeter!, Belge Yayınları, Istanbul, 1996

### Obra en francés
- Travailler avec ceux qui sont en marge, Socio-Logos, avril 2010, núm. 5
- Loin de chez moi mais jusqu'où?, Donnemarie-Dontilly, Éditions iXe, coll. «La petite IXe», 2012, 56 p.  (ISBN 979-10-90062-11-5).
- Parce qu'ils sont Arméniens, Éditions Liana Levi, 96 p. París, 2015 . (ISBN 978-2867467646)
- Verte et les oiseaux (conte) https://www.editionsdeslisieres.com/contact_liens.html.
- Prefaci del llibre de Janet Biehl «Ecologie ou Catastrophe, la vie de Murray Bookchin»[3].
- Prefaci del llibre de Floréal Romero « Agir ici et maintenant».
- Liberté de la recherche: Conflits, Pratiques, Horizons (ouvre collectif)
- Algue et la sorcière (conte). https://www.editionsdeslisieres.com/contact_liens.html.
- Azucena ou Els fourmis zinzines https://www.desfemmes.fr/litterature/azucena-ou-les-fourmis-zinzines/.